# Alnus trabeculosa
Alnus trabeculosa är en björkväxtart som beskrevs av Hand.-mazz. Alnus trabeculosa ingår i släktet alar, och familjen björkväxter. Inga underarter finns listade.

## Bildgalleri

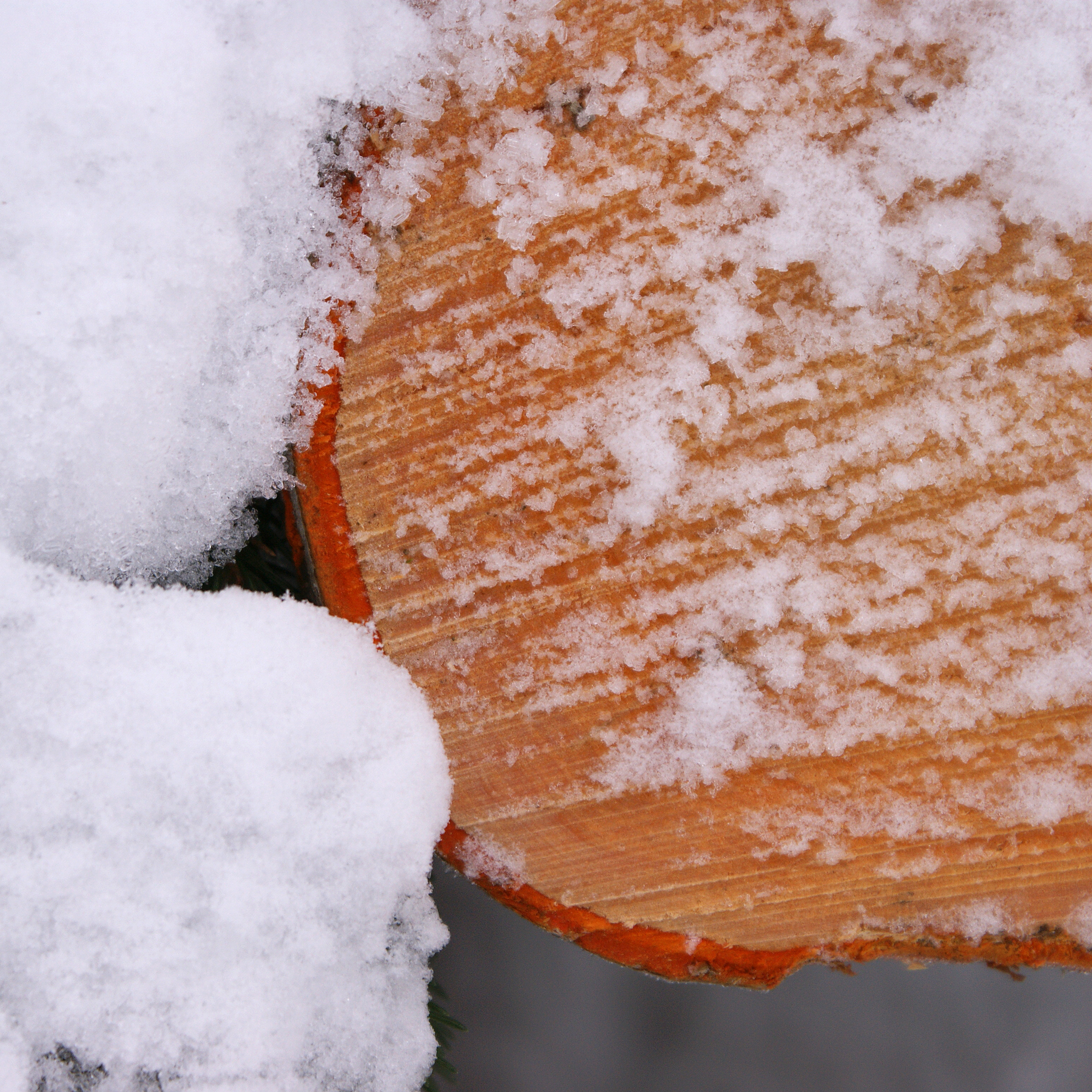
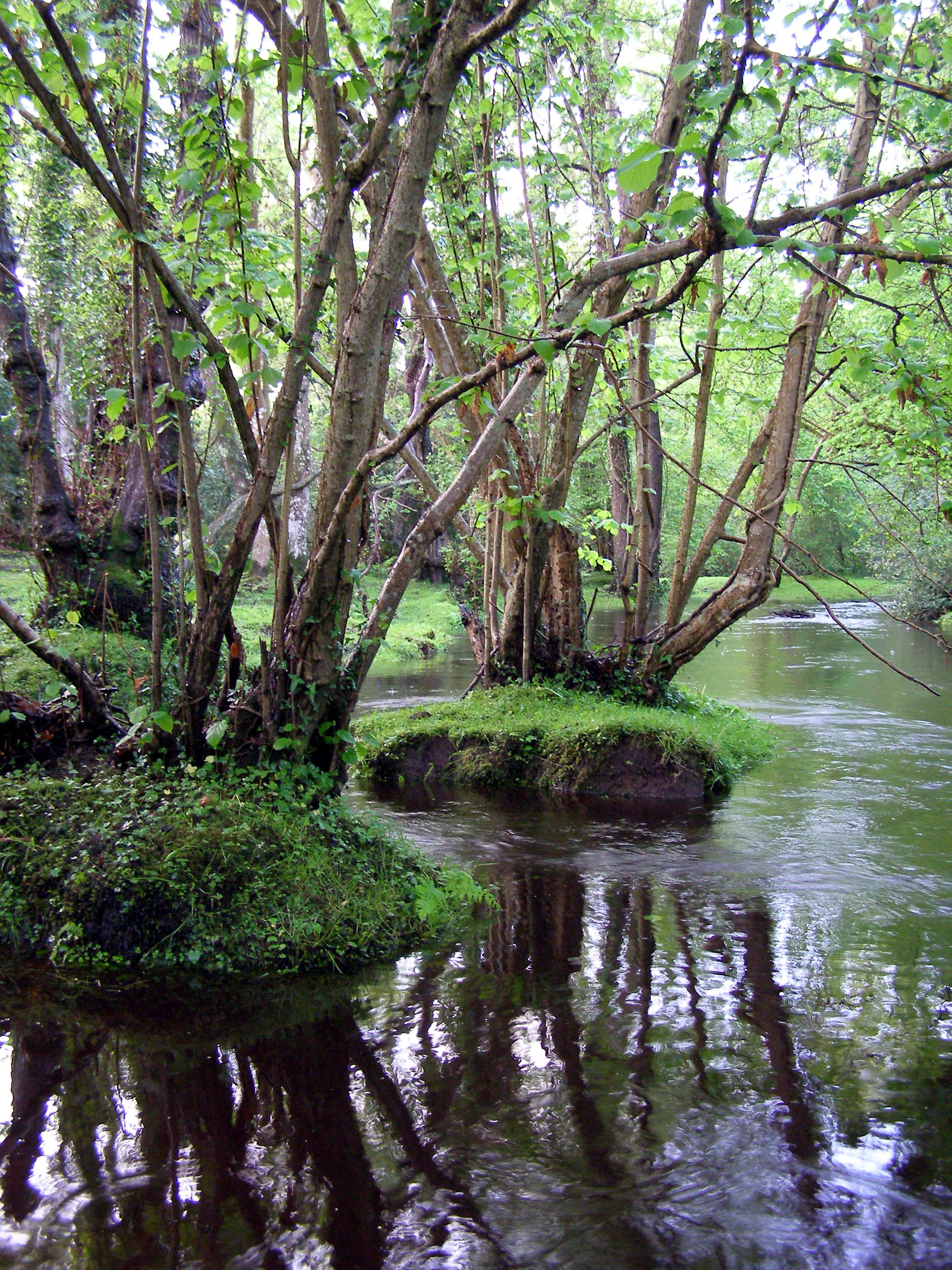
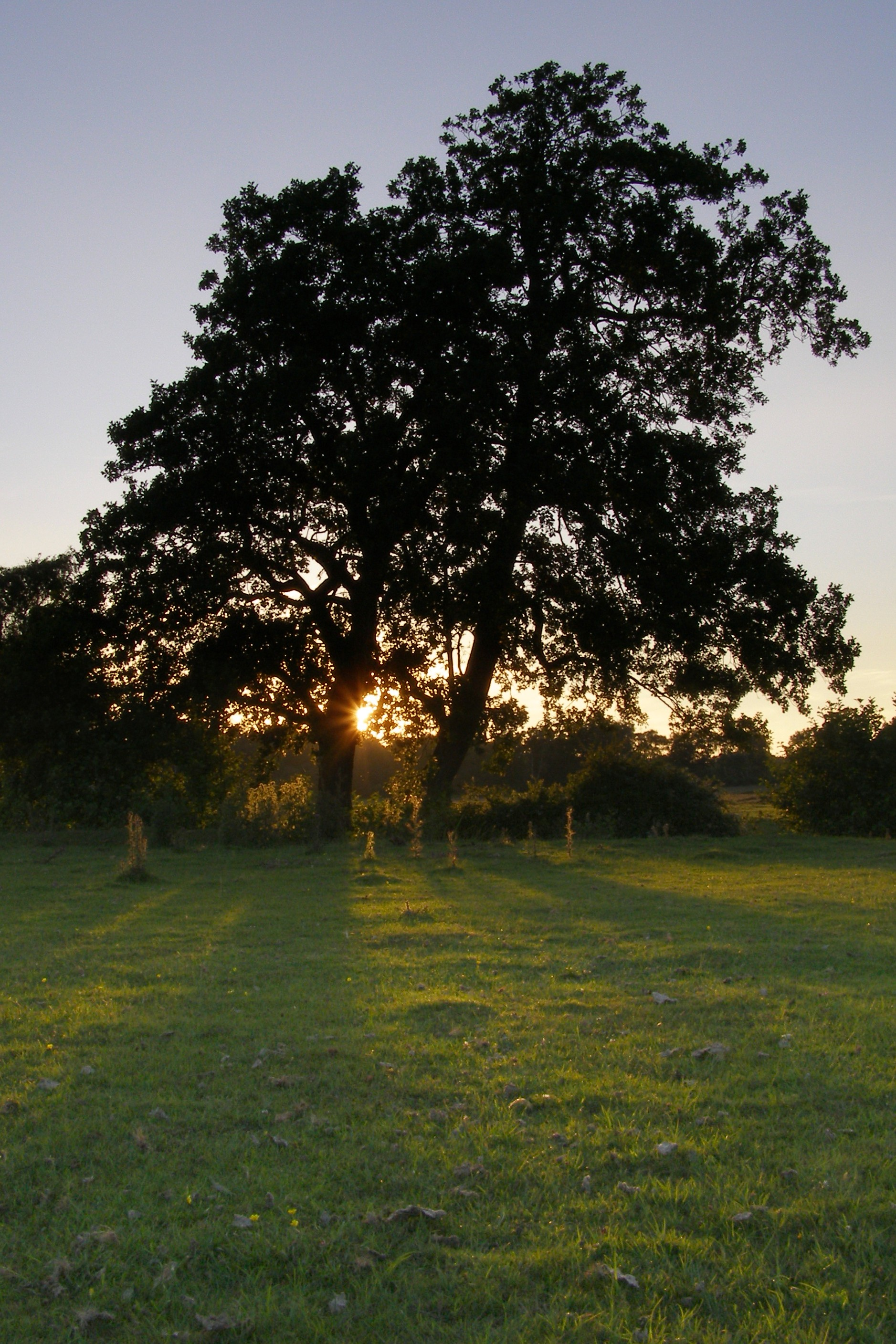
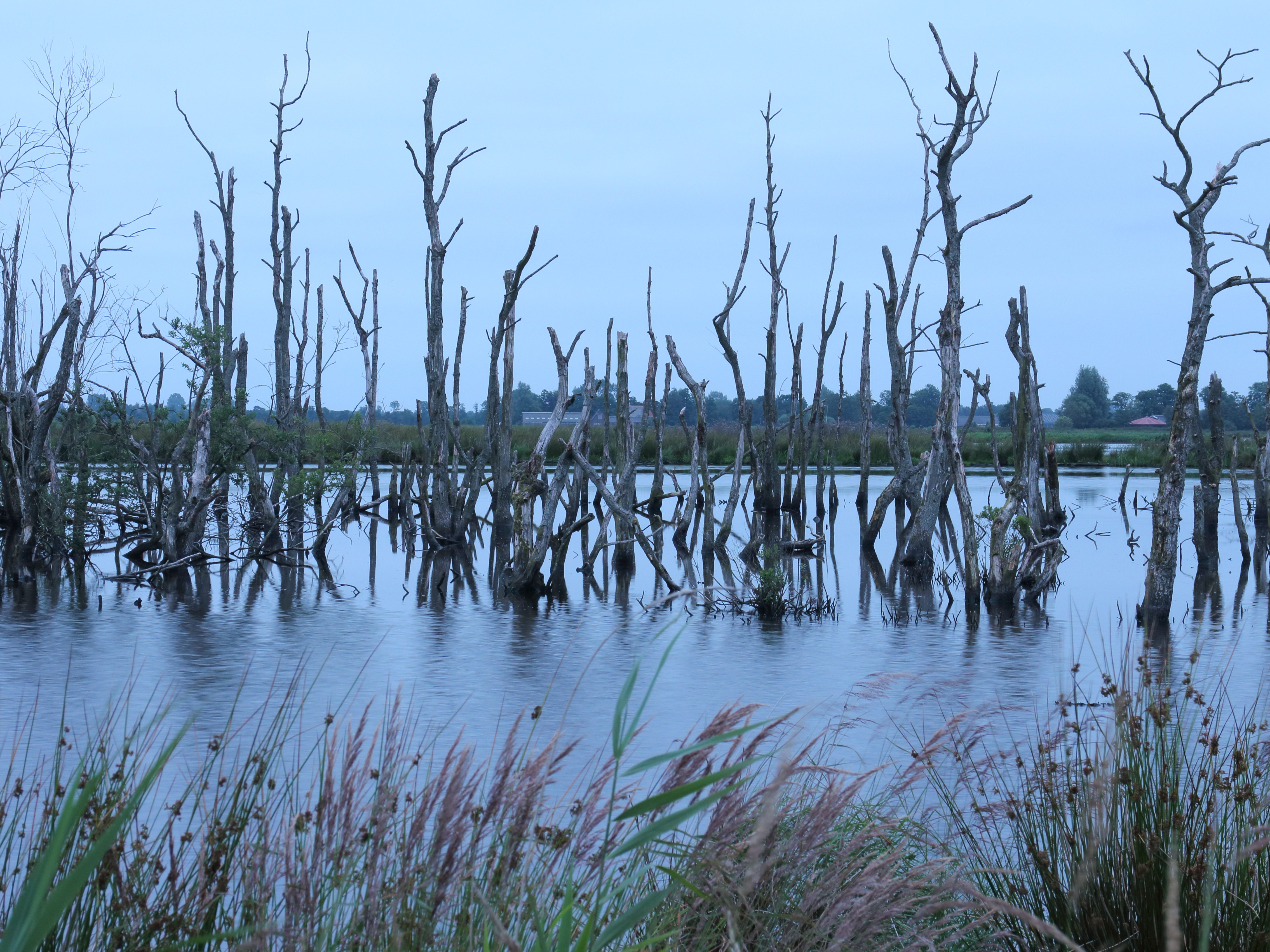